# Emond du Boullay
Pour les articles homonymes, voir Maillet et du Boullay.
Emond du Boullay est un héraut d'armes et roi d'armes de Lorraine et de France de la première moitié du XVIe siècle. Écrivain, poète, historiographe, il est connu pour avoir organisé, puis consigné dans différents ouvrages le cérémonial complexe des funérailles de plusieurs princes des maisons de Lorraine et de Lorraine-Guise. Il est aussi le grand-père maternel du poète rémois Georges de Thilloys.

## Origines et naissance
D'ascendance normande, il est né vers 1510 au lieu-dit « Le Boullay » situé entre Monnai et Montreuil-l'Argillé. Fils de Pierre du Boullay écuyer, homme d'armes proche de la famille de Montmorency et de Richarde des Chapelles gouvernante des filles et nièces du connétable Anne de Montmorency. Son grand-père Robert du Boullay dit « Marie » héraut d'armes du roi Charles VIII avait accompagné ce souverain en Italie, il y aurait reçu des lettres d'anoblissement et serait mort au retour de l'expédition de Naples. D'abord marié avec Marguerite de Taupinet, fille de Pierre premier fourrier du duc Antoine de Lorraine et capitaine de Revigny au duché de Bar, anobli par ce prince en 1511, et dont l'épouse Claudine Lescossois originaire de Revigny était dite "fille d'une fille de la maison Des Fours", il épouse vers 1555 probablement à Reims Marie Noël d'Aumenaucourt, damoiselle de Muire. Il est mort après mars 1576 et avant 1577, héraut d'armes du roi de France au titre de « Valois », commissaire extraordinaire des guerres, et inhumé dans l'église Saint-Hilaire de Reims, aujourd'hui détruite. Les armes de la famille du Boullay étaient « d'or au chevron de gueule accompagné de trois cottes d'armes d'azur ».

## Héraut en Lorraine

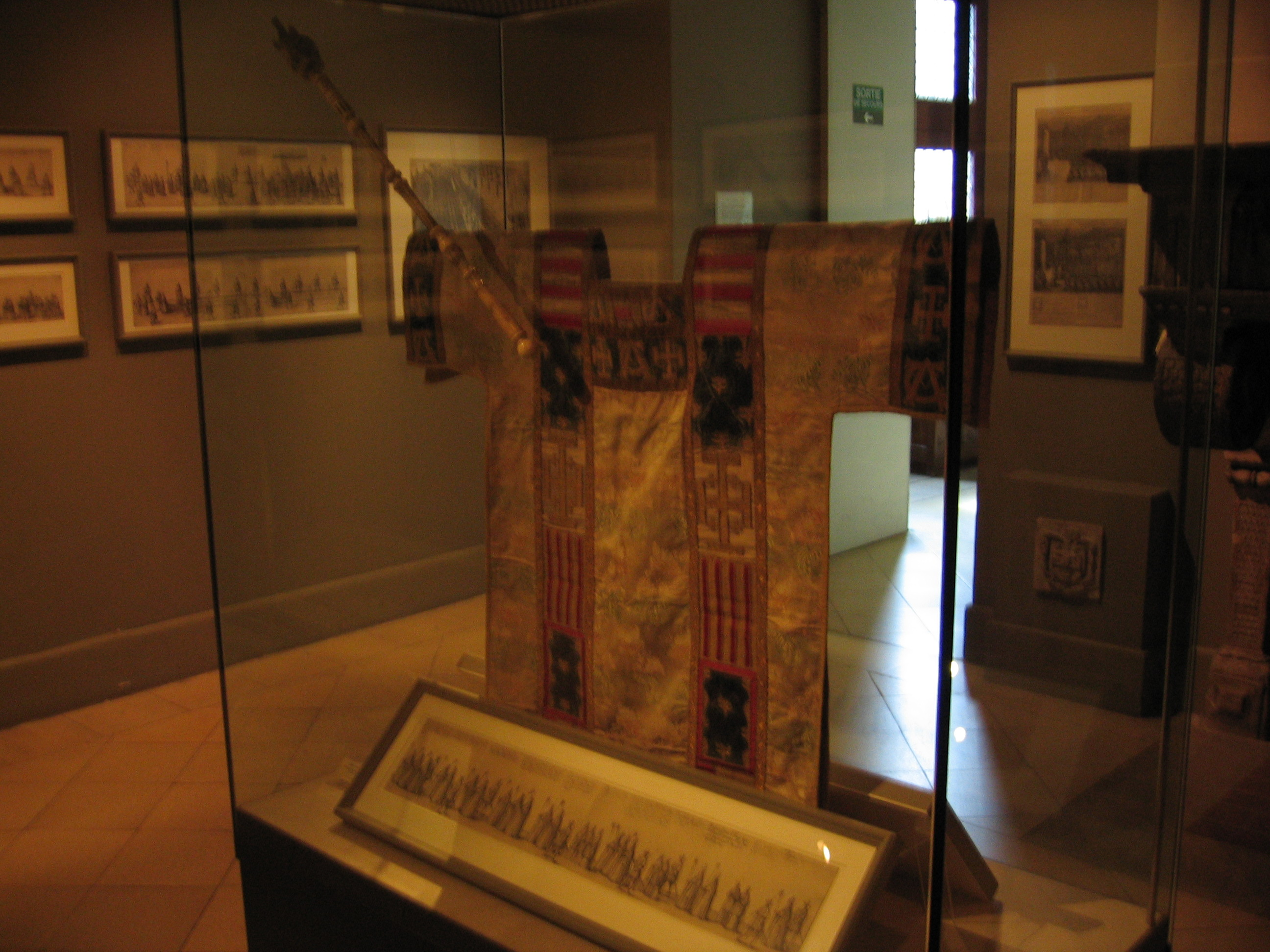
Tabard d'Edmond du Boullay (Musée lorrain).

Emond du Boullay était probablement licencié ès arts, mais aussi habile au droit et aux lois. Il apparaît en Lorraine en 1541, date à laquelle il est cité comme régent de la grande école de Metz, il se dit alors « sujet du duc de Lorraine » dans une dédicace au duc Antoine intitulée L'Illustration de la grâce de Dieu, il avait été auparavant maître des écoles de Revigny. Le 23 août 1541, il reçut des lettres de rémission données à Nancy par le duc Antoine pour homicide commis sur la personne d'un certain Gaspard Loyset survenu huit ans plus tôt. Excédé par les insultes continuelles proférées par ce dernier, Du Boullay atteint dans son honneur l'avait tué d'un coup d'épée.  Son établissement en Lorraine pourrait s'expliquer par les réseaux établis par son père. Comme le duc Antoine, le père du futur héraut était présent à Marignan, mais aussi à Pavie en 1525, avec François de Lorraine comte de Lambesc, plus jeune frère du duc.
Le fait que le connétable de Montmorency et le duc Antoine aient grandi ensemble à la cour de France n'est peut-être pas étranger à l'établissement du héraut en Lorraine. Le 5 février 1542, le duc Antoine lui confère par lettres patentes l'office de « poursuivant de héraut d'armes de son hôtel » au titre de "Clermont". Il résidait alors à Etain et se déclarait « disciple de Jean Marot ». Très vite attaché à la personne du duc, il devient premier héraut, puis « roi d'armes » au titre de "Lorraine".
C'est en tant que "Lorraine" qu'il présida aux obsèques des ducs Antoine et François Ier de Lorraine, ainsi qu'à celles de Claude de Lorraine premier duc de Guise au côté des hérauts "Dauphiné" et "Bourgogne" hérauts du roi de France à Joinville en 1550.
C'est en tant que "Valois", héraut du roi de France Henri III, qu'il représenta ce prince à Nancy en 1575 lors des obsèques de Claude de France duchesse de Lorraine et sœur du souverain. Il était alors très âgé. Il est mort peu de temps après.
Il remplit également, grâce à l'immunité que lui conférait son office de héraut, diverses missions diplomatiques au nom du duc Antoine dans la lutte qui opposait le roi François Ier et l'empereur Charles Quint.
Ainsi, après avoir reçu le 18 mars 1543 des lettres de confirmation de noblesse par le duc Antoine, il fut anobli par l'empereur le 6 août 1544 par lettres données au camp de Saint-Dizier. En janvier 1545, par lettres données à Saint-Germain-en-Laye il voyait sa noblesse confirmée par le roi François Ier.
Outre la terre du Boullay en Normandie, il possédait aussi par achat la seigneurie de Vouxey en Lorraine. Ce fief dit "de la Tour-Chicart", était constitué d'une maison forte située sur les hauteurs du village, avec jardin, terres, vignes et droits de forêt. Du Boullay s'en sépara en octobre 1566, les acheteurs étaient Nicolas de Dommartin et demoiselle Anne des Armoises son épouse.

## Œuvres
Emond du Boullay a laissé une œuvre écrite, imprimée et manuscrite. Acteur autant que témoin à travers son office d'armes, il a laissé d'intéressants et méthodiques témoignages sur le déroulement et le cérémonial des obsèques et pompes funèbres royales et princières pendant la Renaissance :
- L'Enterrement tres-excellent de très haut,et tres-illustre prince Claude de Lorraine, duc de Guyse & d'Aumale, Pair de France, &c. Auquel sont declarées toutes les ceremonies de la Chambre d'honneur du transport du corps. De l'assiete de l'Eglise, de l'ordre de l'offrande & grand dueil, avec les blasons de toutes les pieces d'honneur, & banieres armoyées de ses lignes & alliances.
- Le Combat de la chair, et l'esprit, dedie a l'honneur de tres-haulte, & treschrestienne, royne ma dame Leonor, archeduchesse d'Autriche, par la grace de Dieu, royne douayriere de France,& de Portugal. Par Edmond Du Boullay, dict Lorraine, premier herault & roy d'armes, des treshault & trespuissant prince Charles duc de Lorraine, Marchis, duc de Calabre, de Barcc, &. Auquel combat la chair sera premierement vaincue en un camp clos de la saincte escripture. Et finalement subjugué, en un autre camp ouvert, des hystoires anciennes & nouvelles, par les armes de la parolle de Dieu.
- Les Généalogies des tresillustres et trespuissants Princes les ducz de Lorraine Marchis, avec le discours des alliances & traictez de mariages en icelle maison de Lorraine, iusques au duc Francoys dernier decedé, dédié a tresillustre prince Charles tiers de ce nom, Duc de Lorraine marchis, par Edmond du Boullay, son premier Herault et Roy d'armes.
- Les Dialogues des troys estatz de Lorraine sus la tres-joieuse nativité de tres hault et tres illustre Prince Charles de Lorraine, filz aisné de tres hault et tres puissant Prince Francoys par la grace de Dieu duc de Bar, etc. et de tres hault et tres illustre Princesse ma dame chrestienne de Danemarc son espouse, avec la généalogie de tous les Roys et Ducz qui ont régné en Austrasie dicte Lorraine depuis Adam jusqu'au dict Prince Charles nouvellement nay, ensemble ung chant royal, troys canticques et une peroration, le tout composé et dédié à l'honeur et louenge du tres illustre Duc de Bar par Edmond Du Boullay, dict Clermont, poursuivant de tres hault tres puissant et tres redoute Prince Anthoine.
- La Vie & trespas, des deux princes de paix, le bon duc Anthoine, & saige duc Francoys premiers de leurs noms (par la grace de Dieu) ducz de Lorraine, Marchis. Ducz de Calabre, de Bar, & Gueldres, Marquys du Pont, Comtes de Prouvence, de Vauldemont, & Zutphen &c. qui trespasserent en moyns d'ung an : Ensemble les royales & tresexcellentes cerimonies observées & accomplies à leurs funerailles & enterremens : Avec le discours des alliances & traictez de mariage en la maison de Lorraine, et une lamentable deploration sus leur trespas, le tout recueilly & veritablement escript comme il fut faict, & accomply par Maistre Emond Du Boullay jadis soubz le tiltre de Clermont herault poursuyvant d'armes du bon duc Anthoine : et depuis premier herault du saige duc Francoys, et à present soubz le tiltre de Lorraine Roy d'armes de Treshault Trespuissant & Tresillustre Prince Charles tiers de ce nom, par la grace de Dieu, duc de Lorraine Marchis, duc de Calabre, de Bar, & de Gueldres, Marquys du Pont, Comte de Prouvence de Vauldemont, & de Zutphen &c. presentement regnant.

On citera également Les Blasons d'armes, recueil manuscrit des blasons de familles lorraines anoblies sous le règne du duc Antoine, annoté par Du Boullay et clos après le décès du duc François en présence des régents Nicolas de Lorraine et Christine de Danemark.